# Alice in Wonderland (filme de 1933)
Alice in Wonderland (bra: Alice no País das Maravilhas; prt: Alice no País das Fadas) é um filme norte-americano que adapta a obra de Lewis Carroll As Aventuras de Alice no País das Maravilhas. Lançado em 1933, na sequência do centenário de nascimento de Lewis Carroll, em 1932, é uma adaptação da Paramount, que reuniu todo o elenco de suas estrelas para interpretar os diferentes personagens da história. Grande parte do filme é real, exceto o segmento "A Morsa e o Carpinteiro", que foi animada pelo estúdio de Max Fleischer.
Algumas das estrelas que participaram do filme foram Charlotte Henry como Alice, W. C. Campos como Humpty Dumpty, Edna May Oliver como a Rainha Vermelha, Cary Grant como a Falsa Tartaruga, Gary Cooper como o White Knight, Edward Everett Horton como o Chapeleiro, Charles Ruggles como March Hare e Baby LeRoy como o Coringa. Esta versão foi dirigida por Norman Z. McLeod, a partir de um roteiro escrito por Joseph L. Mankiewicz baseado na obra de Carroll As Aventuras de Alice no País das Maravilhas e Através do Espelho e o que Alice encontrou lá. Apesar de, principalmente, o roteiro foi baseado na adaptação para o teatro contemporâneo de Eva Le Gallienne e Friebus Flórida.[carece de fontes?]
O filme vai ao ar às vezes nos canais de televisão por cabo, como Turner Classic Movies. Originalmente, o filme levou cerca de 90 minutos, mas quando a Universal Studios comprou os direitos de televisão no final dos anos 50, foi reduzido para 77 minutos. Universal lançou o filme na sua versão mais curta, em DVD em 2 de março de 2010.[carece de fontes?]

## Elenco completo
| Ator            | Personagem       |
| --------------- | ---------------- |
| Richard Arlen   | Gato Risonho     |
| Gary Cooper     | Cavaleiro Branco |
| Louise Fazenda  | Rainha Branca    |
| Alec B. Francis | Rei de Copas     |
| Charlotte Henry | Alice            |
| Roscoe Karns    | Tweedledee       |
| Jack Okaie      | Tweedledum       |
| May Robson      | Rainha de Copas  |
| Charlie Ruggles | Lebre de Março   |
| Ford Sterlin    | Rei Branco       |